# Gamma Trianguli
Gamma Trianguli (γ Tri / 9 Trianguli / HD 14055) es la tercera estrella más brillante de la constelación de Triangulum con magnitud aparente +4,03, detrás de β Trianguli y Metallah (α Trianguli). Junto a δ Trianguli y 7 Trianguli forma un atractivo sistema triple para el observador, aunque en realidad las tres estrellas no están relacionadas. δ Trianguli se encuentra a 35 años luz, 7 Trianguli a casi 300 años luz, y Gamma Trianguli a una distancia intermedia, 118 años luz. Simplemente coinciden en la misma línea de visión.
Con una temperatura estimada de 9200 K, Gamma Trianguli es una estrella blanca de la secuencia principal de tipo espectral A1V, no muy diferente a Sirio (α Canis Majoris). Su luminosidad es equivalente a 28 soles y su radio es 2,1 veces más grande que el radio solar. Es una joven estrella cuya edad se estima en unos 200 millones de años.
El estudio de su espectro muestra que su velocidad de rotación es muy alta, similar a la de estrellas como Altair (α Aquilae). Gira alrededor de sí misma a una velocidad de al menos 208 km/s, completando una vuelta en doce horas o menos. Comparando este dato con el período de rotación del Sol —poco más de 25 días—, se obtiene una velocidad 104 veces mayor que la de nuestra estrella.